# Killeen
Killeen è un comune (city) degli Stati Uniti d'America della contea di Bell nello Stato del Texas. La popolazione era di 127,921 persone al censimento del 2010, il che la rende la ventunesima città più popolosa dello stato. È una delle città principali dell'area metropolitana di Killeen-Temple-Fort Hood. Nei suoi pressi sorge l'importante insediamento militare di Fort Hood.

## Geografia fisica
Killeen è situata a 31°06′20″N 97°43′36″W (31.105591, −97.726586).
Secondo lo United States Census Bureau, ha un'area totale di 54,2 miglia quadrate (140,5 km²).

## Società

### Evoluzione demografica
Secondo il censimento del 2010, c'erano 127,921 persone.

### Etnie e minoranze straniere
Secondo il censimento del 2010, la composizione etnica della città era formata dal 45,1% di bianchi, il 34,1% di afroamericani, lo 0,8% di nativi americani, il 4% di asiatici, l'1,4% di oceaniani, il 7,9% di altre etnie, e il 6,7% di due o più etnie. Ispanici o latinos di qualunque etnia erano il 22,9% della popolazione.

## Cultura

### Istruzione
Gli studenti della città frequentano il Killeen Independent School District.

## Infrastrutture e trasporti

### Aeroporti
Nella città è presente il Killeen-Fort Hood Regional Airport, adiacente a Fort Hood, 1 ora in macchina da Austin e meno di tre ore da Dallas e San Antonio.

## Amministrazione

### Gemellaggi
Killeen è gemellata con:
- Osan, dal 1995;
- San Juan